# Sergio Álvarez Conde

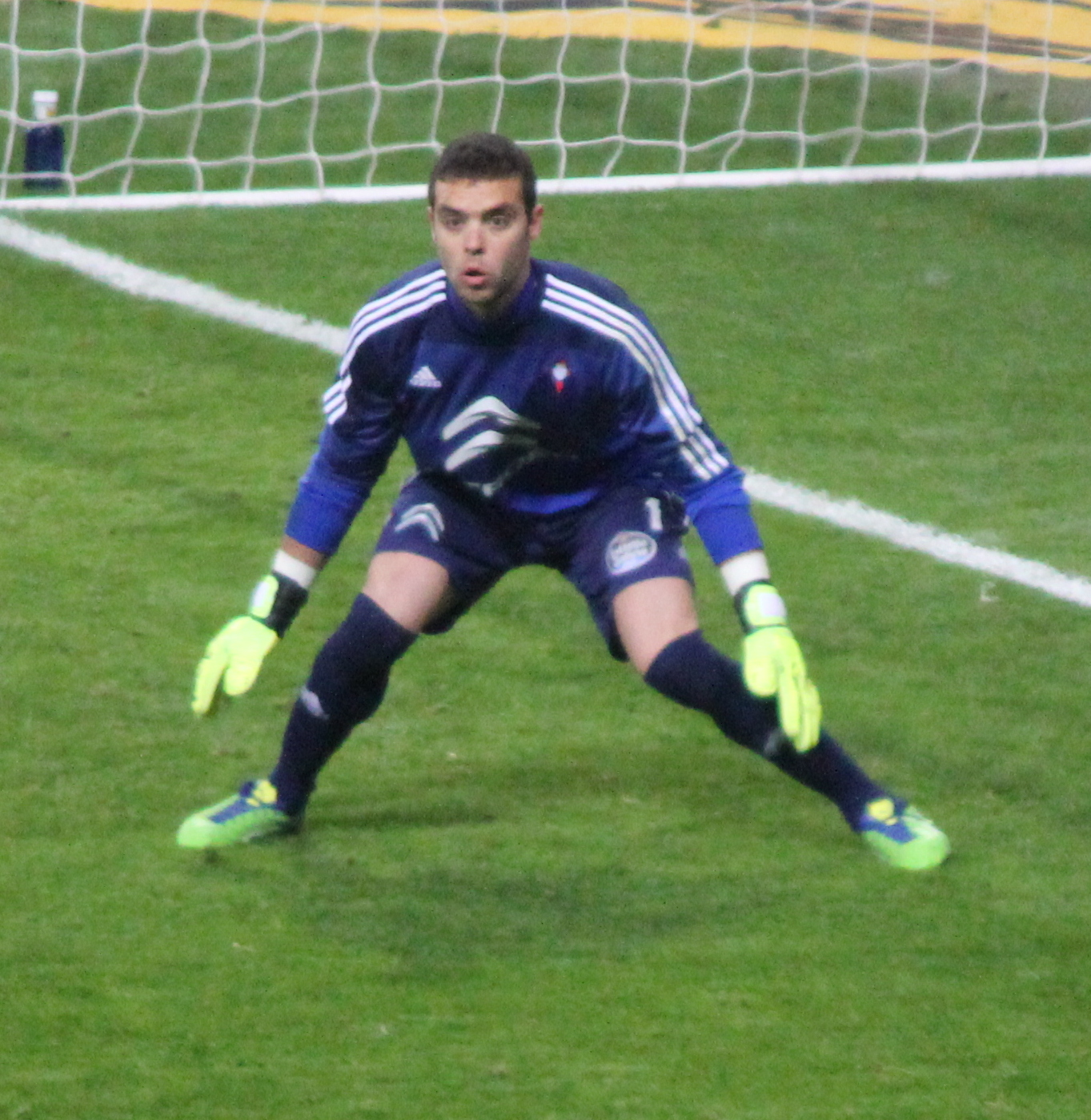
Sergio jugando en el Celta en 2012

Sergio Álvarez Conde (Catoira, Pontevedra, 3 de agosto de 1986) es un exfutbolista español  que desarrolló casi toda su carrera deportiva como portero del Real Club Celta de Vigo.

## Trayectoria

### Inicios
Sergio comenzó su carrera deportiva en el Arosa SC. Pronto comienza a destacar, y a la edad de 17 años pasa a formar parte de las categorías inferiores del Celta de Vigo, y posteriormente del equipo filial. En su primera temporada en el equipo filial, con 18 años, se asienta como portero titular, disputando un total de 32 partidos.

### Racing Club de Ferrol
En la temporada 2008-09 se marcha en calidad de cedido al Racing Club de Ferrol, para suplir la baja del portero Queco Piña. Sin embargo, su cesión no fue del todo positiva ya que solo pudo disputar quince partidos oficiales.

### RC Celta
Tras volver al filial y permanecer allí dos temporadas más, la lesión del portero del primer equipo, Ismael Falcón, le permite ir convocado como portero suplente para el tramo final de la liga 2009-10, pero no llega a debutar. Al finalizar la temporada vuelve al equipo filial, y aplaza su debut en la Segunda División hasta el 4 de junio de 2011, fecha en la que el portero Ismael Falcón vuelve a lesionarse y el entrenador del primer equipo, Paco Herrera, decide probarlo como titular ante el F.C. Cartagena por si fuera necesario que disputara algún partido del playoff de ascenso. El partido finalizó con victoria celeste por tres goles a cero.
El 30 de junio de 2011, con el Celta ya eliminado del playoff de ascenso, y con la marcha segura de Ismael Falcón, Sergio firma un nuevo contrato por cuatro temporadas para competir con Yoel Rodríguez por el puesto de portero titular en el primer equipo. Esa temporada 2011-12, acaba siendo titular en el último tramo tras la lesión de su compañero Yoel y, tras encajar 14 goles en 19 partidos, consigue el ascenso con el Celta a la Primera División.
Sus dos primeras temporadas en Primera División fue suplente de Javi Varas (en la primera) y de Yoel (en la segunda), tan solo teniendo oportunidades en la Copa del Rey. Debuta en Primera División en la temporada 2012-13 en el Celta-Sevilla. La última de las dos temporadas, con Luis Enrique como técnico del Celta, y tras conseguir el Celta la permanencia en Primera División en la jornada 35, este le concede la titularidad a Sergio, que aprovecha desempeñando buenas actuaciones.
En la temporada 2014-2015, con la venta de Yoel al Valencia, y tras años de espera, se asienta como portero titular del Celta. Fue el héroe de los olívicos en la victoria en la quinta jornada en el derbi gallego ante el RC Deportivo de La Coruña, deteniéndole un penalti a Haris Medunjanin en el último minuto que le valió los tres puntos al Celta y ante el FC Barcelona, donde los palos y su gran actuación hicieron que el Celta ganara en el Camp Nou.
El 25 de mayo de 2017, es incluido por la UEFA, en el equipo de la temporada de la Liga Europa de la UEFA 2016-17, junto a Gustavo Cabral y a Pablo Hernández, compañeros en el Celta de Vigo.
El 26 de mayo de 2018, es nombrado hijo predilecto de Catoira.
La temporada 2020-21 será su última temporada en el equipo gallego debido a las lesiones. 
En septiembre de 2021, el Celta comunicó que pasará a integrar y dirigir una escuela de porteros que pondrá en marcha la Fundación Celta.

### Selección gallega
El 20 de mayo de 2016, jugo con la Selección de fútbol de Galicia un partido amistoso, en el estadio de Riazor, contra la Selección de Venezuela que terminó en empate a 1.

## Clubes
| Club                               | Temporada | División  | Liga   | Liga  | Copa   | Copa  | Europa | Europa |
| Club                               | Temporada | División  | Parts. | Goles | Parts. | Goles | Parts. | Goles  |
| ---------------------------------- | --------- | --------- | ------ | ----- | ------ | ----- | ------ | ------ |
| Celta de Vigo B · España           | 2004-2005 | Segunda B | 32     | 34    |        |       |        |        |
| Celta de Vigo B · España           | 2005-2006 | Segunda B | 16     | 26    |        |       |        |        |
| Celta de Vigo B · España           | 2006-2007 | Segunda B | 26     | 45    |        |       |        |        |
| Celta de Vigo B · España           | 2007-2008 | Segunda B | 29     | 35    |        |       |        |        |
| Racing de Ferrol (cedido) · España | 2008-2009 | Segunda B | 15     | 14    | 1      | 1     |        |        |
| Celta de Vigo B · España           | 2009-2010 | Segunda B | 35     | 51    |        |       |        |        |
| Celta de Vigo B · España           | 2010-2011 | Segunda B | 29     | 34    |        |       |        |        |
| Celta de Vigo · España             | 2010-2011 | Segunda   | 1      | 0     |        |       |        |        |
| Celta de Vigo · España             | 2011-2012 | Segunda   | 19     | 15    | 4      | 5     |        |        |
| Celta de Vigo · España             | 2012-2013 | Primera   | 2      | 2     | 4      | 7     |        |        |
| Celta de Vigo · España             | 2013-2014 | Primera   | 3      | 2     | 1      | 0     |        |        |
| Celta de Vigo · España             | 2014-2015 | Primera   | 38     | 42    | 0      | 0     |        |        |
| Celta de Vigo · España             | 2015-2016 | Primera   | 31     | 47    | 1      | 1     |        |        |
| Celta de Vigo · España             | 2016-2017 | Primera   | 26     | 51    | 8      | 6     | 10     | 8      |
| Celta de Vigo · España             | 2017-2018 | Primera   | 17     | 29    | 4      | 7     |        |        |

| Equipo              | Temporadas          | Partidos totales | Goles enc. totales |
| ------------------- | ------------------- | ---------------- | ------------------ |
| Celta de Vigo B     | 2004-2011           | 167              | 225                |
| Racing de Ferrol    | 2008-2009           | 16               | 15                 |
| Celta de Vigo       | 2010-2021           | 169              | 222                |
| Total en su carrera | Total en su carrera | 352              | 462                |

Incluye partidos de 1ª, 2ª, 2ª B, Promoción de ascenso a 1ª, Copa del Rey y Europa League.